# 散射

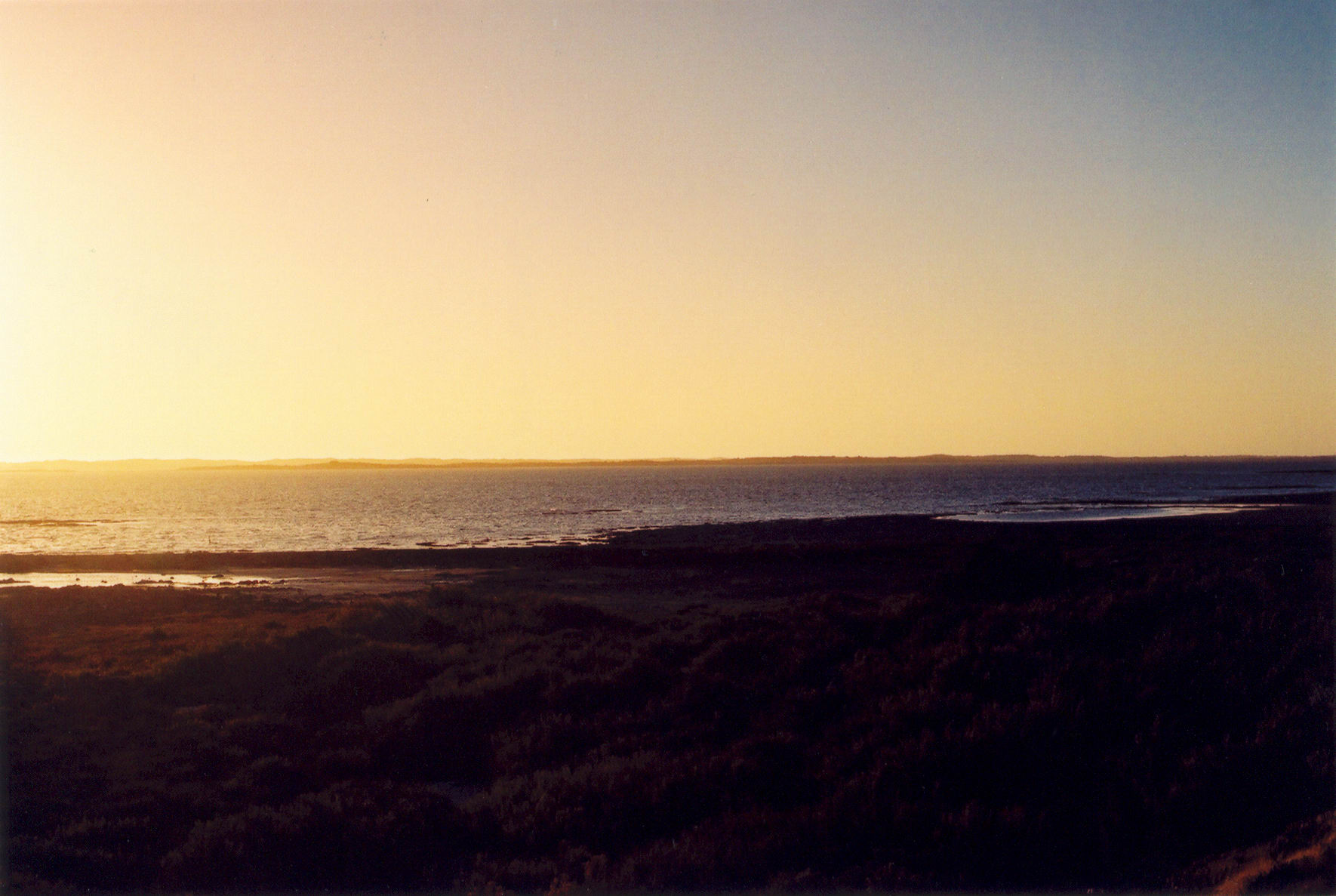
瑞利散射導致在白天時天空呈現出藍色，在日落時太陽發紅。

散射是移动的粒子或某种形式的辐射（如光或声）由于其所通过的介质中的局部不均匀性（包括粒子和辐射）而被迫偏离直线轨迹的物理过程。當傳播中的輻射（如光波、音波、電磁波、或粒子）在通過局部性的位勢時，由於受到位勢的作用，必須改變其直線軌跡，這物理過程即稱為散射。此局部性位勢稱為散射體或散射中心。局部性位勢的種類無法盡列，例如：粒子、氣泡、液珠、液體密度漲落、晶體缺陷、粗糙表面等等。在傳播的波動或移動的粒子的路徑中，這些特別的局部性位勢所造成的效應，都可以放在散射理論的框架。

## 單散射和多重散射
假若輻射只被一個局部性散射體散射，則稱此為單散射。假若許多散射體集中在一起，輻射可能會被散射很多次，稱此為多重散射。單散射可以被視為一個隨機現象；而多重散射通常是比較命定性的。這是兩種散射的主要不同點。
由於單獨的散射體的位置，相對於輻射路徑，通常不會明確的知道。所以，散射結果強烈地依賴於入射軌道參數。對於觀測者，散射結果顯得相當的隨機。移動電子朝著原子核碰撞是一個標準案例。由於不確定性原理，相對於電子的入射路徑，原子的確定位置是個未知數，無法準確地測量出來，碰撞後，電子的散射行為是隨機的。所以，單散射時常用機率分佈來描述
在多重散射過程裏，經過眾多的散射事件，散射作用的隨機性很容易會因為平均化而被凐滅不見，輻射的最終路徑會顯示為強度的命定性（deterministic）分佈。光束穿過濃厚大霧是一個標準案例。多重散射可以與擴散類比。在許多狀況，兩個術語可以替代使用。用來製造多重散射的光學器材，稱為擴散器。
不是每一種單散射都是隨機地。一個完美控制的雷射束能夠準確地散射於一個微粒，產生出命定性的結果。這樣的狀況也會發生於雷達散射，目標大多數是宏觀物體，像飛機或火箭。
類似地，多重散射有時也會產生很隨機的結果，特別是相干輻射。當相干輻射被多重散射的時候，強度會發生隨機漲落，稱此現象為散斑（speckle）。假若，一個相干輻射的不同部分散射於不同的散射體，則也會產生散斑。在某些罕見的狀況，多重散射的散射次數並不多，隨機性並沒有被平均化凐滅。學術界公認，這類系統很不容易精確地模型化。
散射的主要研究問題，時常涉及到預測各種系統怎樣散射輻射。給予足夠的計算資源和系統資訊，這些問題大都可以解析。一個廣泛研究，更加困難的挑戰是逆散射問題（inverse scattering problem）。這問題主要研究的是，從觀測到的散射行為，來決定入射輻射或散射體的性質。一般而言，解答不是唯一的；不同的散射體可以給予同樣的散射樣式。幸運地，科學家找到一些方法，來萃取許多關於散射體的資料。雖然這些資料並不完全，但還是相當有用。這些方法廣泛的用於感測和計量學（metrology）。
許多科技領域顯著地應用到散射和散射理論。例如，雷達感測、超音波檢查、半導體晶片檢驗、聚合過程監視、電腦成像等等。

## 電磁散射

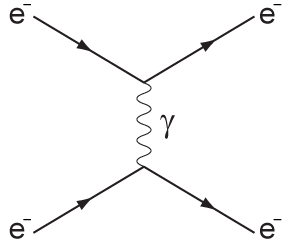
兩個電子，經由一個虛光子的發射，而產生的散射，可以由費曼圖展示出來。

電磁波是一種最為人熟知，最常碰到的輻射形式。其中，光波散射是不可避免的日常現象。無線電波散射則乃雷達科技的核心物理機制。因為某些方面的不同，電磁波散射可以清楚地分支為不同的領域，各自有各自的取名。彈性散射（涉及極微小的能量轉移）主要有瑞利散射和米氏散射。非彈性散射包括布里元散射（Brillouin scattering）、拉曼散射、非彈性X-光散射、康普頓散射等等。
大多數物體都可以被看見，主要是因為兩個物理過程：光波散射和光波吸收。有些物體幾乎散射了所有入射光波，這造成了物體的白色外表。光波散射也可以給予物體顏色。例如，不同色調的藍色，像天空的天藍、眼睛的虹膜、鳥的羽毛等等。奈米粒子的共振光波散射會產生不同的高度飽和的，生動的色相，特別是當涉及表面電漿子共振（surface plasmon resonance）。
在瑞利散射裏，電磁輻射（包括光波）被一個小圓球散射。圓球可能是一個粒子、泡沫、水珠、或甚至於密度漲落。物理學家瑞利勳爵最先發現這散射效應的正確模型，因此稱為瑞利散射。為了要符合瑞利模型的要求，圓球的直徑必須超小於入射波的波長，通常上界大約是波長的1/10。在這個尺寸範圍內，散射體的形狀細節並不重要，通常可以視為一個同體積的圓球。當陽光入射於大氣層時，氣體分子對於陽光的瑞利散射，使得天空呈現藍色。這是根據瑞利著名的方程式：
{\displaystyle I\propto 1/\lambda ^{4}\,\!}
其中，{\displaystyle I\,\!}是強度，{\displaystyle \lambda \,\!}是波長。
陽光的藍色光波部分波長比較短，散射強度比較大；而紅色光波部分波長比較長，散射強度比較小。外太空的輻射通過地球大氣層時，衰減的主要原因是輻射吸收和瑞利散射。散射的程度變化是粒子直徑與波長比例的函數，連同許多其它因子，像極化、角度、以及相干性等等。
瑞利散射不適用於直徑較大的散射體。德國物理學家古斯塔夫·米最先找到這問題的解答。因此，大於瑞利尺寸的圓球的散射被稱為米氏散射。在米氏區域內，散射體的形狀變的很重要。這理論只能用在類球體。
瑞利散射和米氏散射都可以被視為彈性散射，光波的能量並沒有大幅度地改變。可是，移動的散射體所散射的電磁波會產生都卜勒效應，能量會稍微改變。這效應可以被用來偵測和測量散射體的速度，可以應用於光達（LIDAR）和雷達這一類科技儀器。
當粒子直徑與波長比例大於10的時候，幾何光學的定律可以用來描述光波與粒子的相互作用。在這裏，通常不稱這相互作用為散射。
對於一些瑞利模型和米式模型不適用的案例，像不規則形狀粒子，有很多種不同的數值計算方法可以讓我們選擇使用，求算散射的解答。最常見的方法是有限元方法。此法解析馬克士威方程組，尋求散射的電磁場的分佈。程式工程師特別設計出複雜的軟體，專門計算這類問題。只需要使用者給出散射體的折射率或折射率函數，電腦就可以計算出電磁場結構的二維或三維模型。假若結構比較龐大複雜，則可能需要高功能電腦大量的運算時間，才能得到結果。
另外一種特別的電磁散射是相干回散射（backscatter）。這是一個相當不為人知的現象。當相干輻射（像雷射光束）傳播通過一個擁有很多散射體的介質時，電磁波會被散射很多次。一個代表性的多重散射介質例子是濃厚雲塊。朝著原本入射方向的反方向，相干回散射效應會產生一個非常大的峰值強度。實際上，一般的電磁波很大部分都會散射回去。對於非相干輻射，散射通常會在反方向產生一個局部最大值。可是，相干輻射的峰值強度是非相干輻射的兩倍。測量這些數值是很困難的。原因有兩個。第一個原因是，直接地測量回散射同時也會阻擋入射電磁波。但是，科學家已經想出精巧的方法來克服這問題。第二個原因是，強度峰通常會是非常的尖銳。偵測器必須擁有非常高的角解析度，才能夠看到峰值，不會將強度峰值與鄰近的低強度值平均起來。

## 參閱
- 廷得耳效應
- X射線晶體學
- 布拉格散射
- 拉塞福散射
- 湯姆森散射
- 中子散射（neutron scattering）
- 小角散射（small-angle scattering）

## 外部連結
- 中子散射網